# Herbertia
Herbertia Howard, 1894, è l'unico genere della sottofamiglia degli Herbertiinae Bouček, 1988, un piccolo raggruppamento di insetti della famiglia degli Pteromalidi (Hymenoptera: Chalcidoidea) comprendente sette specie parassitoidi.
Le specie di questo genere sono caratterizzate dalla fitta copertura di setole sul capo, sugli occhi, sul dorso del torace e sulle ali. Il primo segmento del gastro è lucido e forma da solo circa metà dell'addome.
Gli Herbertia sono parassitoidi associati a Ditteri Agromizidi. Sono presenti in regioni tropicali o subtropicali.

## Specie
- Herbertia brasiliensis Ashmead, 1904
- Herbertia howardi Ashmead, 1904
- Herbertia indica Burks, 1959
- Herbertia lucens Howard, 1894
- Herbertia nipponica Burks, 1959
- Herbertia setosa Dodd, 1915
- Herbertia wallacei Burks, 1959